# 惡見
惡見（或），佛教術語，泛指一切不正確的、惡的、不善的見解。一般來說，與邪見是同義字，與正見相對。惡見也被列為是一種煩惱心所。在佛教中，有五見的說法。

## 概論
惡見是指違逆法的見解，也就是邪見。惡見源自於無明。

## 各種分類

### 五惡見
身見、邊見、邪見、見取、戒禁取見。